# Ekkehart Siering

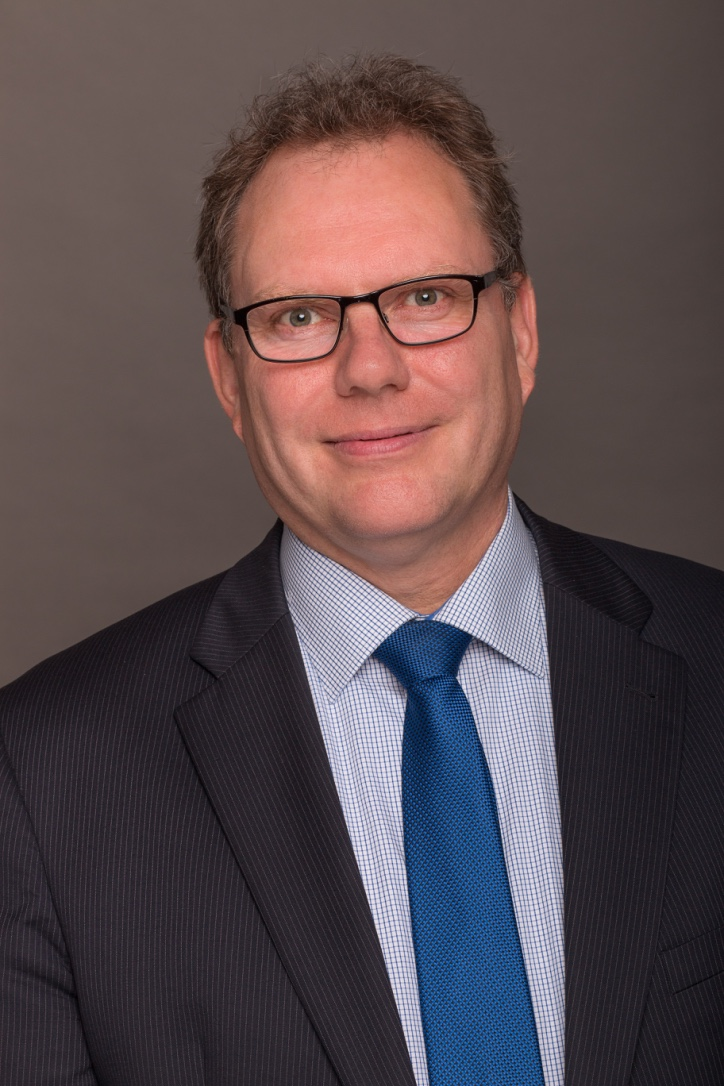
Ekkehart Siering, 2015

Ekkehart Siering  (* 13. September 1965 in Gelsenkirchen) ist ein deutscher Verwaltungsjurist, und war bis August 2019 Bremer Staatsrat und Vertreter des Senators für Wirtschaft, Arbeit und Häfen Martin Günthner (SPD).

## Biografie
Siering ging in Solingen und Berlin zur Schule und besuchte bis 1988 das Gymnasium Horn in Bremen – Horn-Lehe. Er studierte danach Rechtswissenschaften mit dem Schwerpunkt Öffentliches Recht an der Universität Bremen und schloss seine Ausbildung mit den beiden Staatsexamina ab. Nach dem ersten Staatsexamen war Siering Assistent der Geschäftsführung bei der TeleNews Bremen.
Im Anschluss arbeitete er zunächst ab 1998 als Justitiar und EXPO-Beauftragter beim Kommunalverband Großraum Hannover (KGH, heute Region-Hannover Hannover Region). In dieser Funktion bereitete er den Auftritt der Region zur Weltausstellung EXPO 2000 vor. 

1999 wechselte er in die Senatskanzlei der Freien Hansestadt Bremen als Referatsleiter für den Politikbereich Medienrecht und Medienwirtschaft. In dieser Funktion übte er die Rechtsaufsicht über Radio Bremen und zweijährig auch über das ZDF aus. Er begleitete die Gründung der Filmfördereinrichtung nordmedia und war über zehn Jahre in deren Vergabeausschuss.

2013 wurde er Referatsleiter für den Bereich  Zentrales Beteiligungsmanagement der bremischen Eigengesellschaften bei der Senatorin für Finanzen  Karoline Linnert (Grüne). Er nahm die Vertretung der Freien Hansestadt Bremen in den Beteiligungsgesellschaften war.

Im Nebenamt war Siering Geschäftsführer der Hanseatische Wohnungsbausgesellschaft (Hawobeg) und der Bremer Verkehrsgesellschaft (BVG).
Im Juli 2015 wurde Siering als Nachfolger von Heiner Heseler (SPD) für den Bereich Wirtschaft und Matthias Stauch (SPD) für den Bereich Arbeit zum Staatsrat und Vertreter des Senators Martin Günthner ernannt. Während dieser Zeit war er Aufsichtsratsvorsitzender verschiedener Gesellschaften (bremenports, Flughafen Bremen, M3B GmbH, BAB Bremer Aufbaubank, HAGE EcoMaT) und im Beirat der Bundesnetzagentur. Die Nord/LB berief ihn nach der Fusion mit der Bremer Landesbank in den Regionalbeirat.
Auf Interesse stieß der Vorschlag Sierings, die Verkehrsprobleme in dem Bremer Stadtteil Überseestadt mittels einer Seilbahn zu lösen. Der Senat konnte sich nicht auf ein gemeinsames Vorgehen verständigen. 
Im August 2019 schied Siering aus dem Amt des Staatsrats aus, nachdem das Ressort Wirtschaft, Arbeit und Europa von Kristina Vogt (Die Linke) übernommen wurde. Nachfolgerin im Amt wurde Susanne Ahlers.

Siering ist seit April  2020 Geschäftsführer der Hansewasser GmbH, dem Unternehmen der Abwasserentsorgung von Bremen.

### Weitere Mitgliedschaften
- Seit 1988 Mitglied der SPD.
- Geschäftsführer der Hanseatischen Wohnungsbaugesellschaft und Geschäftsführer der Bremer Verkehrsgesellschaft.[2]
- Ehemaliges Mitglied in den Aufsichtsgremien und Vorsitzender der BAB – Bremer Aufbaubank, Flughafen Bremen GmbH, H.A.G.E. GmbH und der M3B GmbH (Messezentrum, ÖVB-Arena, Großmarkt, Ratskeller).